# Fârliug
Fârliug – wieś w Rumunii, w okręgu Caraș-Severin, w gminie Fârliug. W 2011 roku liczyła 823 mieszkańców. 